# 美国空军学院学员礼拜堂
美国空军学院学员礼拜堂（英語：United States Air Force Academy Cadet Chapel）坐落于美国科罗拉多州科罗拉多泉北部美国空军学院的学员区内。礼拜堂由SOM建筑设计事务所的沃尔特·纳什设计， 并于1962年落成。礼拜堂的设计最初引发不小的争议，而如今已成为现代主义建筑的经典而备受推崇。
美国空军学院学员礼拜堂曾于1996年获得美国建筑师学会颁发的25年国家奖。 2004年，礼拜堂作为美国空军学院学员区的一部分，一同被列入美国国家历史名胜名录。

## 建筑架构

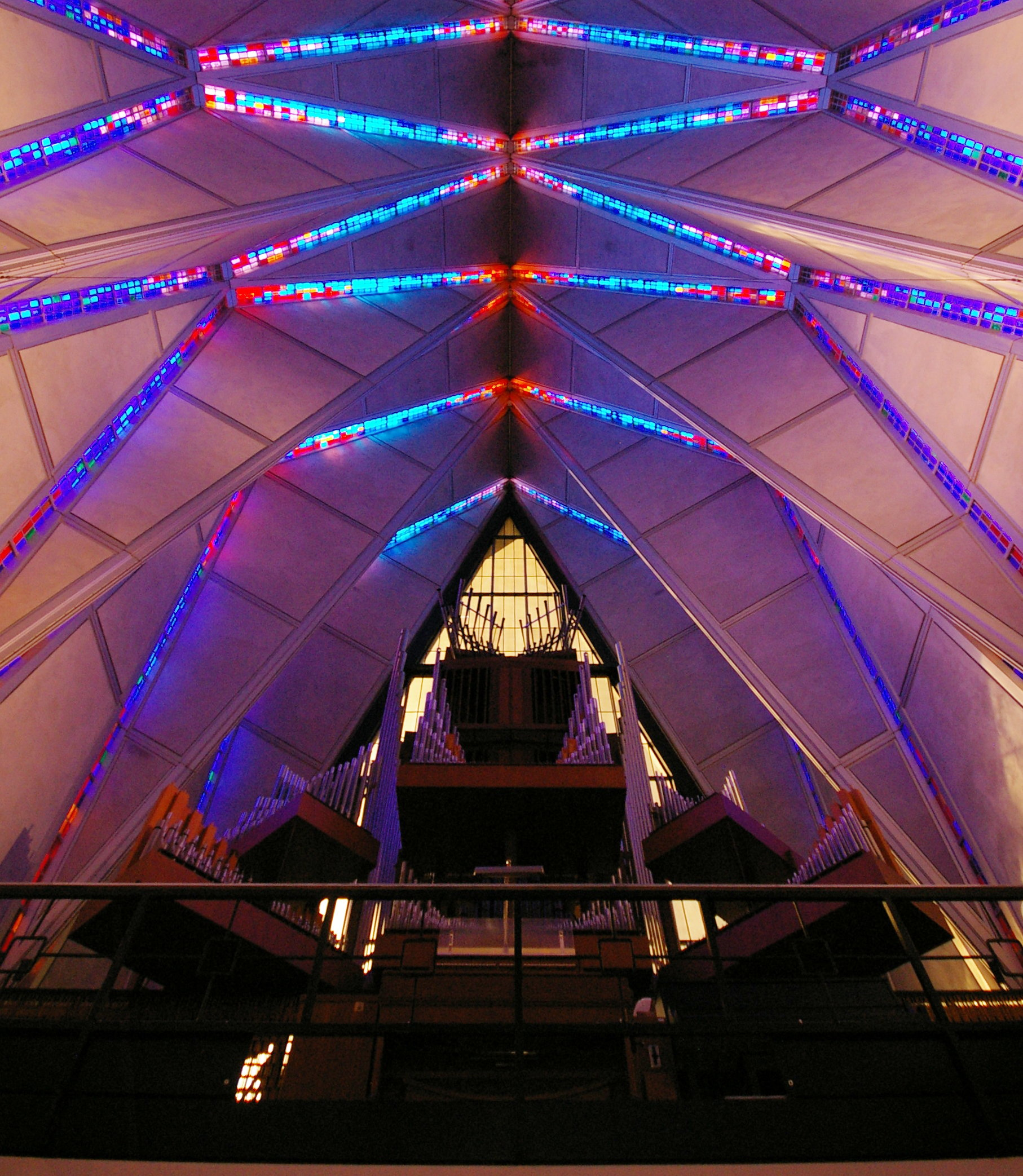
礼拜堂中新教礼拜区后方的管风琴和天花板

礼拜堂最引人注目的就是一排由玻璃和铝材建构的17座尖塔。最初设计原有21座尖塔，而因为预算因素被迫缩减了规模。 每座尖塔都由100个相同的四面体组成的管状钢框架构成，每个四面体都有都有75英尺（23）长，重达5吨，并用铝制的板条包裹。礼拜堂使用的铝板都是在密苏里州生产，经由铁路运输至当地。四面体留有1英寸（25）的空隙，并用彩绘玻璃填补。组成尖顶的四面体采用三角形的铝制面板填充，而尖顶与尖顶间的四面体在铝制框架中填充着彩色玻璃马赛克。
礼拜堂高150英尺（46），长280英尺（85），宽84英尺（26）。朝南的前立面有一个宽阔的大理石台阶，钢制栏杆用铝制扶手覆盖，通向上层的新教礼拜区。上层平台的门同样为铝制，在门上覆盖着金片。
礼拜堂的外立面和周边配套共计花费了350万美元，礼拜堂内部的室内陈设、管风琴、宗教用品和装饰物均由各地的个人或组织的捐赠而来。1959年，各国的空军在复活节时也向礼拜堂进行了捐赠，以帮助其完成内部的装饰。
礼拜堂为了应对水患于2019年9月暂时关闭，进行一项耗资1.58亿美元的翻新和整修工程。建筑师纳什原先设计在礼拜堂铝制外墙的接缝处设置雨水槽，而由于预算限制并没有实现，而采用填补的方式解决了面板间的接缝处。尽管几十年间接缝处被反复填补，但渗漏仍对建筑产生严重的水患。在整修期间，一个临时搭建的建筑将包裹整个礼拜堂，以便工人移除外里面的铝制面板、彩绘玻璃，安装原先设计的雨水槽，并对所有的面板和玻璃进行更换。礼拜堂的内部陈设和管风琴也将进行修复。整修计划预计于2022年11月完成。

## 礼拜区
起初，礼拜堂被设计为三个不同的宗教的礼拜区都处在一个屋檐下。建筑师受到法国圣礼拜堂和意大利亚西西的圣方济各圣殿的启发，将学员礼拜堂的空间分为两层。新教的礼拜区位于上层正厅，而天主教小堂、犹太教的礼拜区以及佛堂位于下层。信奉伊斯兰教的穆斯林礼拜区以及两间会面室也位于下层。每个礼拜区都有独立的入口，不同的宗教可以同时进行宗教活动且互不打扰。

### 新教礼拜区

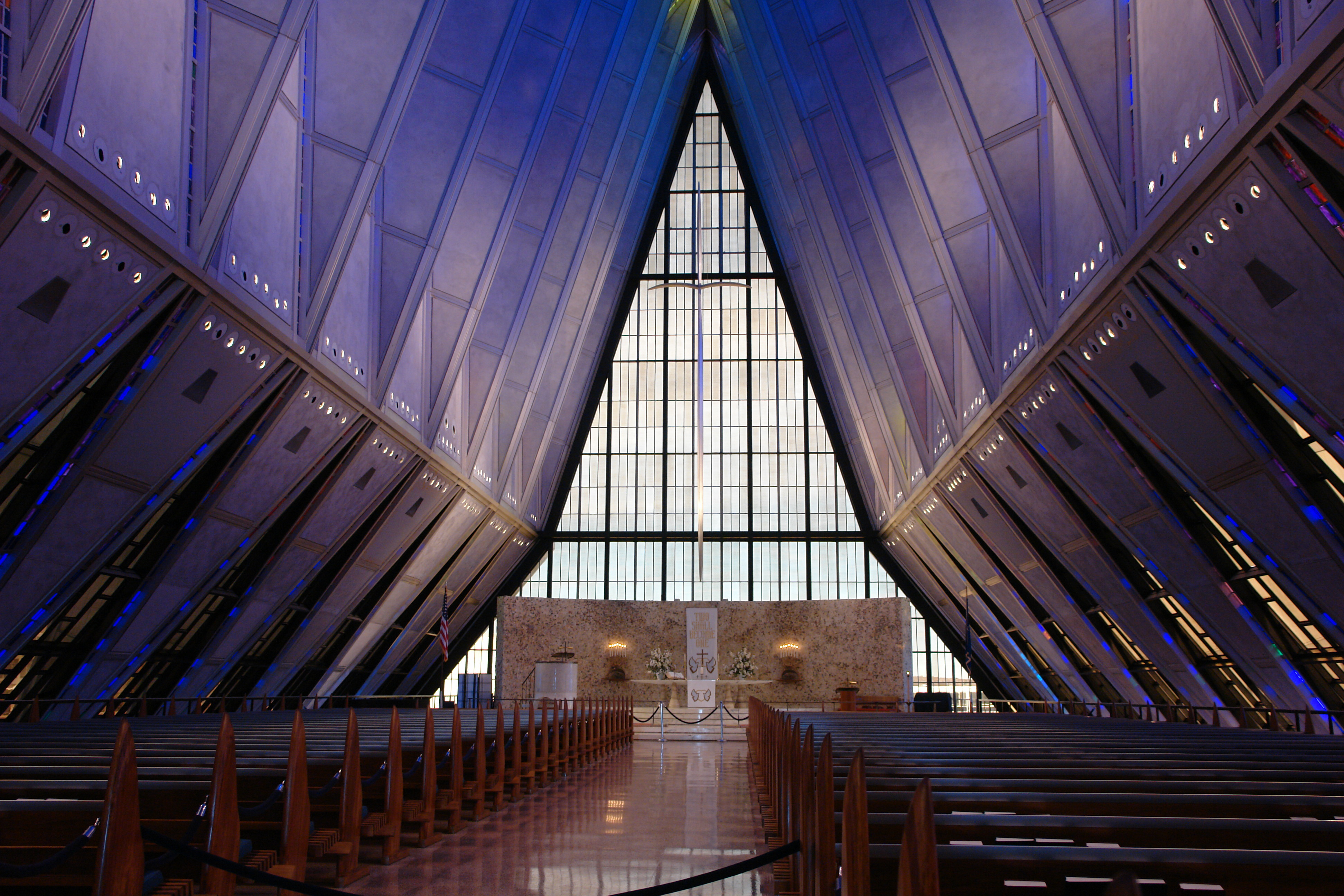
新教礼拜区内部

新教礼拜区位于礼拜堂上层的中殿，可容纳1200人。中殿宽64英尺（20）、长168英尺（51），中殿至礼拜堂的尖顶高94英尺（29）。中央的过道通向祭坛。
建筑物的四面体构成了中殿的墙壁和天花板。 镶嵌在四面体缝隙间的彩绘玻璃为中殿增添了色彩，从正门至祭坛，光线会由暗变亮。祭坛后的围屏呈月牙形，产自科罗拉多州的装饰用石将围屏点缀得色彩斑斓，而中殿1,260平方英尺（117平方）的地面铺满了来自意大利彼得拉桑塔的大理石。祭坛后悬挂着一个46英尺（14）高的铝制十字架。礼拜区的长椅由美国胡桃木和非洲桃花心木制成，长椅的末端被雕成了一战期间战斗机螺旋桨的造型。长椅的椅背用一条形状酷似战斗机机翼后缘的铝片覆盖着。

### 天主教小堂

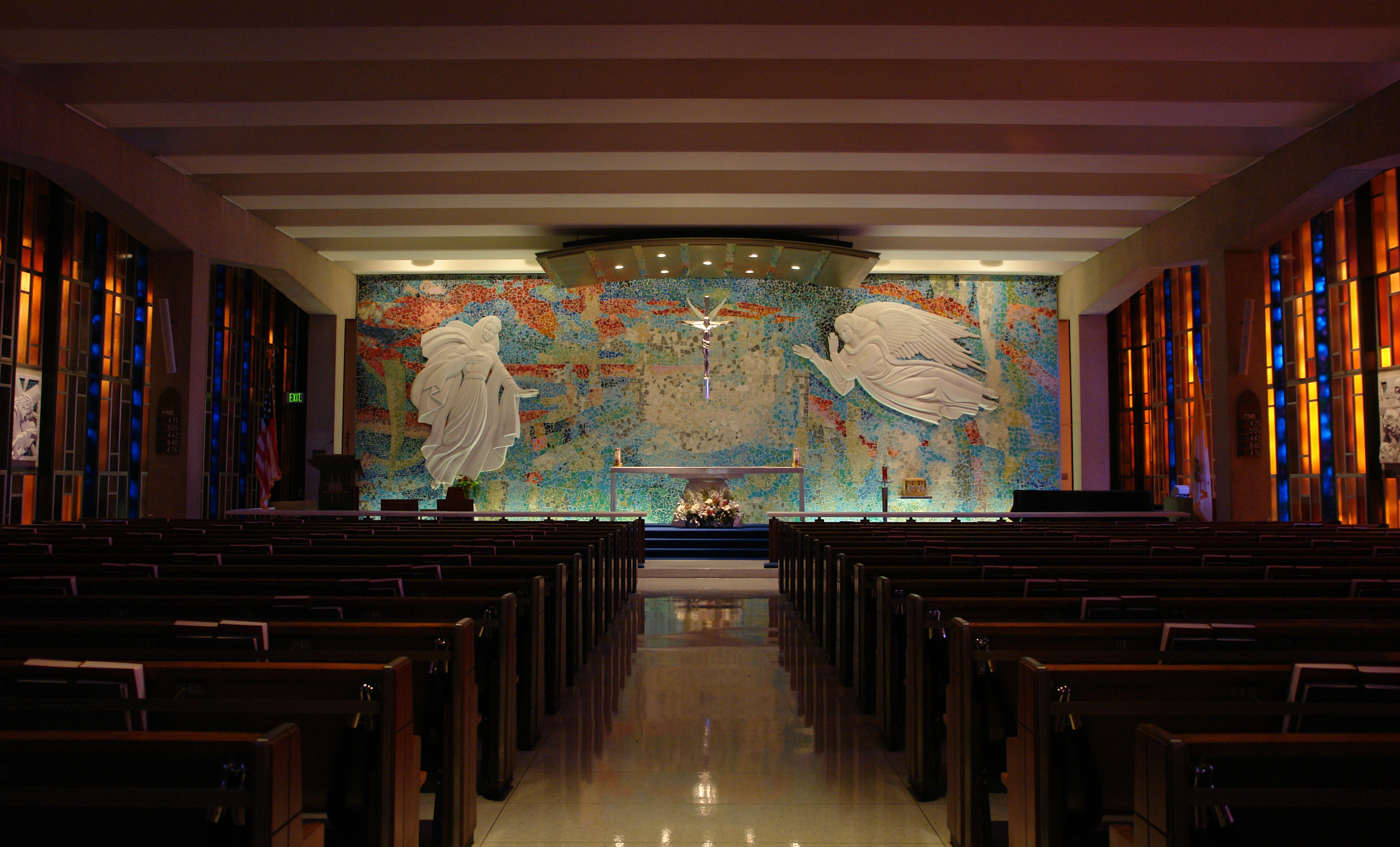
天主教小堂内部

天主教小堂位于新教礼拜区的下方，大致可容纳500人。小堂宽56英尺（17）、长113英尺（34），房间高19英尺（5.8）。天主教小堂最引人注目的是由鲁门·马丁·温特设计的抽象玻璃马赛克壁画。温特用深浅不一的蓝色、青绿色、玫瑰色和灰色的马赛克构成了壁画中苍穹。两座高10英尺（3.0）的大理石雕塑悬挂在壁画前，左侧为圣母玛利亚、右侧为總領天使加俾額爾，和中间用大理石雕成的鸽子构成一幅“圣母领报”的画面。
為配合上述壁畫，時任天主教美國軍中服務總教區總主教的方济各·斯贝尔曼枢机向該堂捐赠了祭坛，并在1963年9月22日主持了小堂的祝圣仪式。大理石圆锥形基座上的祭坛采用来自意大利的白色大理石，基座上方是一个6英尺的镍银制十字架。小堂的两侧悬挂着由鲁门·马丁·温特在14英尺（4.3）厚的大理石雕刻的十四处苦路像。苦路像采用了意大利卡拉拉地区的大理石，米开朗基罗的雕塑也取材于当地。

### 犹太教礼拜区

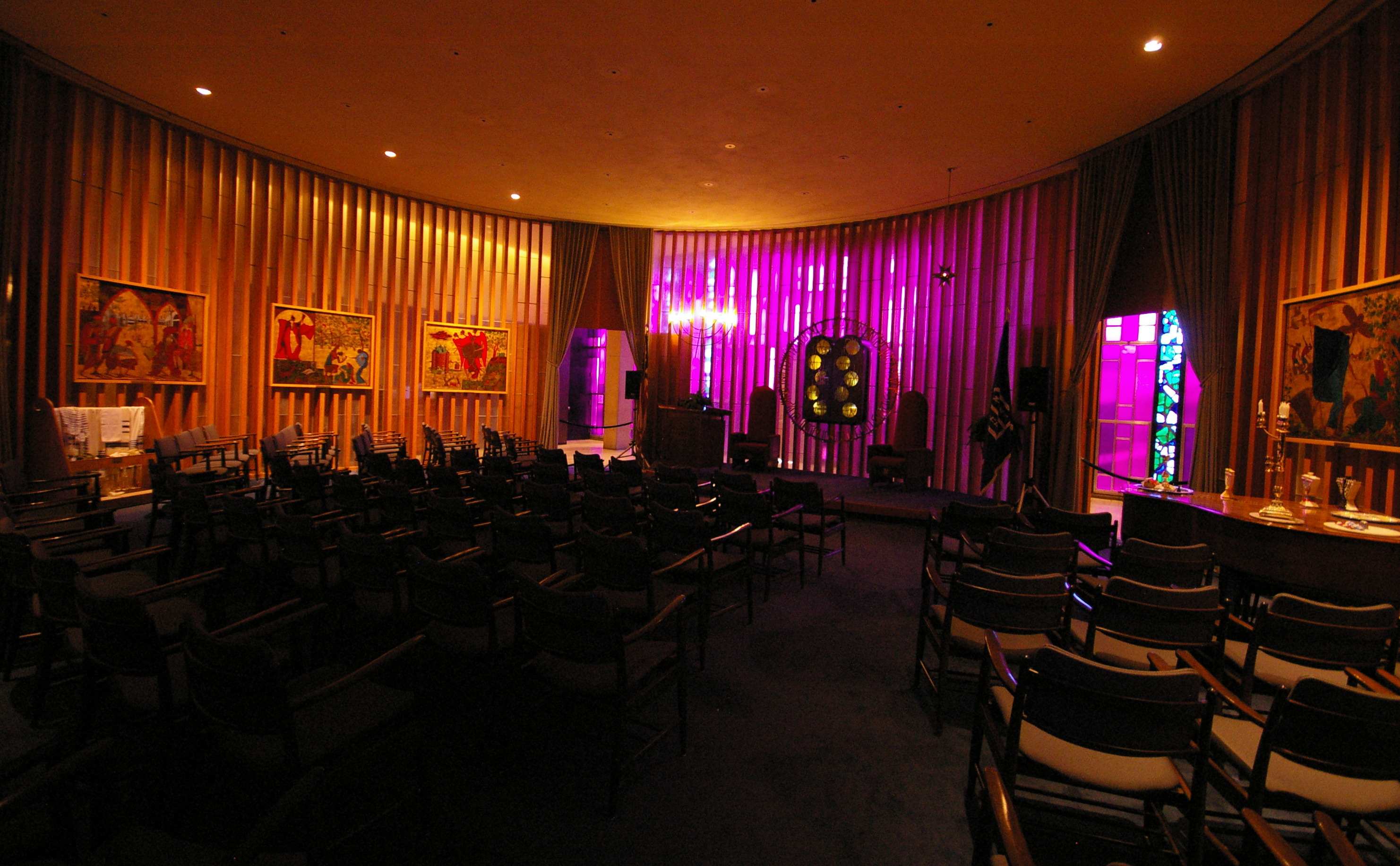
犹太教礼拜区内部

可容纳100人的犹太教礼拜区位于礼拜堂下层的一个高19英尺（5.8）、直径为42英尺（13）的圆形房间。犹太教礼拜区的房间一周用垂直的格栅围着，透明的玻璃镶嵌在格栅之间。圆形的房间和透明的墙壁营造了类似于帐篷的氛围。以色列国防军赠送的耶路撒冷褐砂石铺满了房间的地面。
礼拜堂用紫色的彩色玻璃板铺在了门厅的墙壁上，蓝绿白相间的装饰窗点缀其中。犹太教礼拜区的中心摆放着存放妥拉卷轴的妥拉柜，妥拉柜的右侧悬挂着圣灯。门厅处的展示柜里摆着一份从二战时期的纳粹手中幸存下来的妥拉卷轴。这份卷轴于1989年在波兰的一间废弃仓库里被发现，并于翌年4月捐赠给了礼拜堂的犹太教礼拜区。这份“大屠杀妥拉卷轴”用于纪念抵抗纳粹主义的历史。

### 穆斯林礼拜区
穆斯林礼拜区位于下层，不同教派的穆斯林可以一同礼拜。木制的米哈拉布陈列着古兰经和其他伊斯兰经典。穆斯林礼拜区铺着蓝色的祈祷跪垫，房间两侧摆放有阿拉伯风格的木制屏风。

### 佛堂

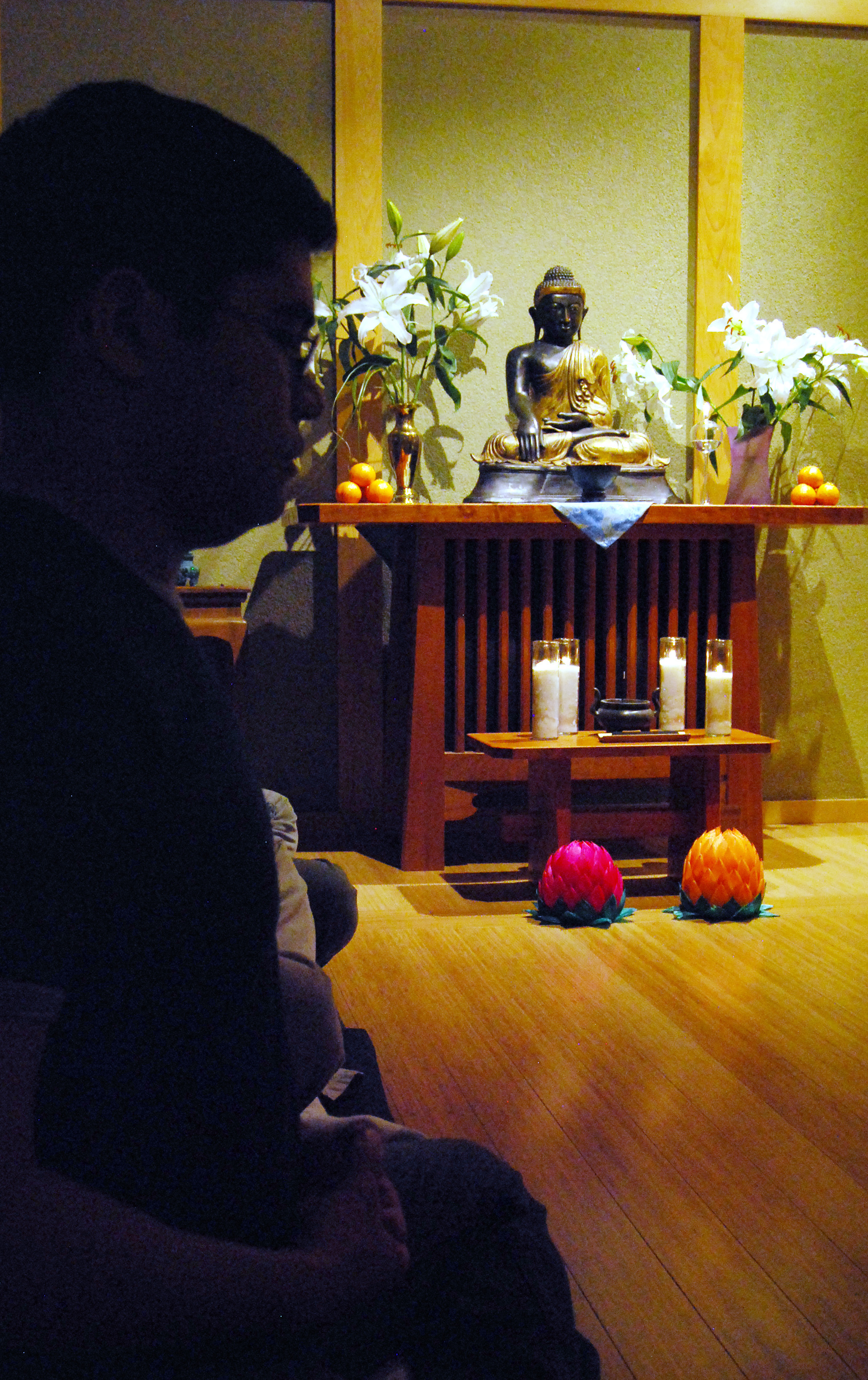
礼拜堂内设立的佛堂

学员礼拜堂于2007年获得捐赠后在礼拜堂内辟出一间300平方英尺的佛堂。佛龛上供奉着一尊缅甸佛像，佛堂的入口处摆放着一尊观音像。